# 以色列—辛巴威關係
以色列－辛巴威關係指的是以色列與辛巴威之間的雙邊關係。兩國目前互設常駐大使。

## 歷史
以色列和津巴布韋於1993年正式建立外交關係。在辛巴威獨立之前，以色列曾於布什戰爭中出售武器和軍事裝備給由少數白人所統治的羅德西亞。
穆加比政府在20世紀80年代曾經支持亞西爾·阿拉法特所領導的巴勒斯坦解放組織，並在1983年3月與巴解建立關係。這可能是因為20世紀70年代以色列和南非的政策而導致辛巴威當局口頭上支持巴解且反對種族隔離與猶太復國主義。
1983年10月21日，當時的前津巴布韋羅得西亞總理埃布爾·穆佐雷瓦訪問了以色列，並敦促穆加比政府跟以色列建立外交關係。他還表示，他之前的政策傷害了辛巴威的農業與科技業。同年11月，穆佐雷瓦被穆加比政府指控和南非及以色列政府有陰謀計畫，因此被囚禁。
2001年，辛巴威當局表示支持以巴衝突和平進程中的「兩國並存」方案
。

## 商業貿易
然而，辛巴威並沒有對以色列發動杯葛。2002年3月，以色列的一家公司售給穆加比政府車輛來鎮壓暴動。2008年，辛巴威的商業代表團前往以色列進行為期一周的訪問，開發新的貿易機會，如農業、電信、化妝品和太陽能產業。
2010年6月在特拉維夫的會議中，以色列表示支持辛巴威加入《金伯利進程國際證書制度》，且認為辛巴威能夠提供全球將近四分之一的鑽石需求。